# Nigel Mansell

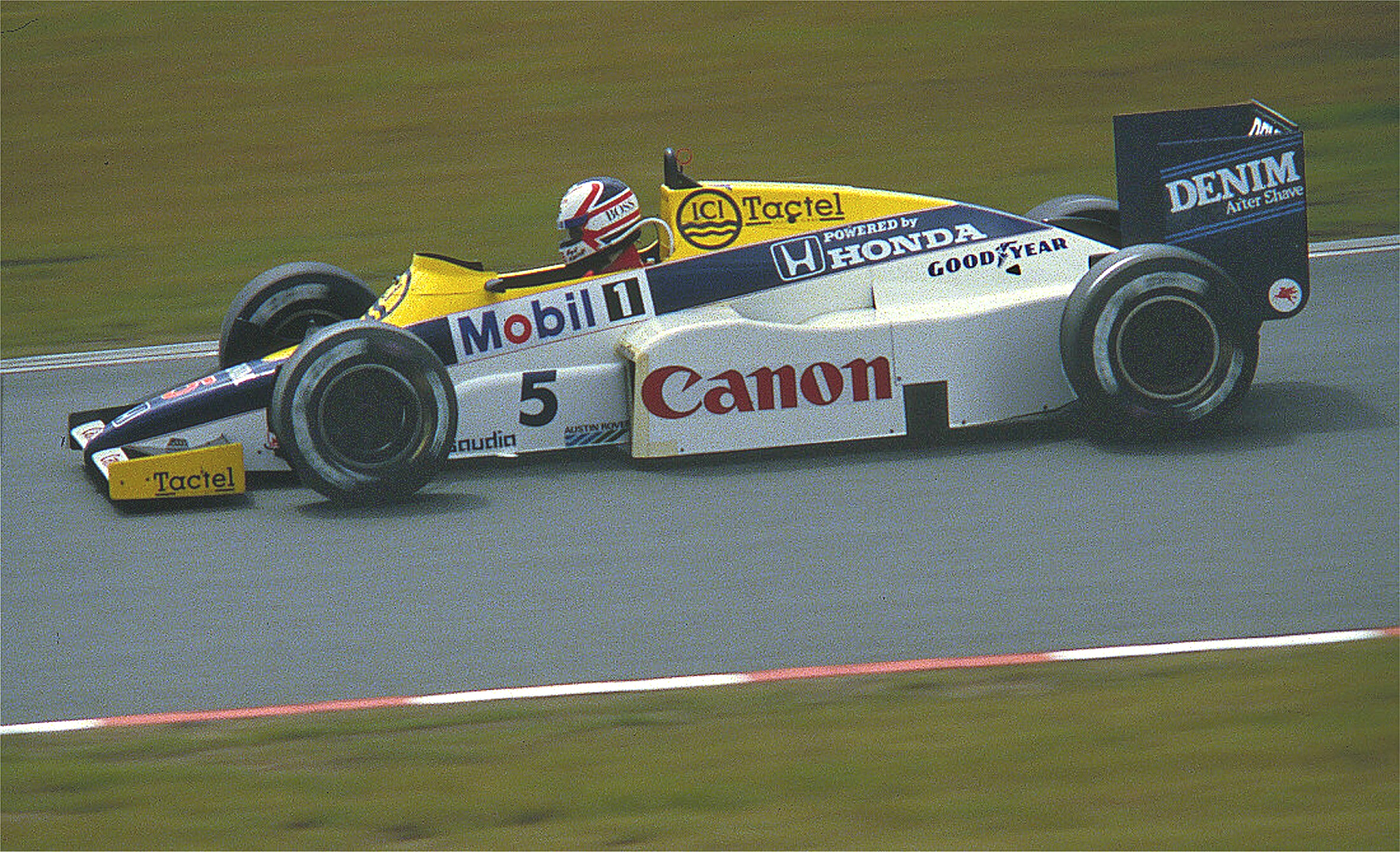
Nigel Mansell in 1985 op de Nürburgring
Foto: Lothar Spurzem

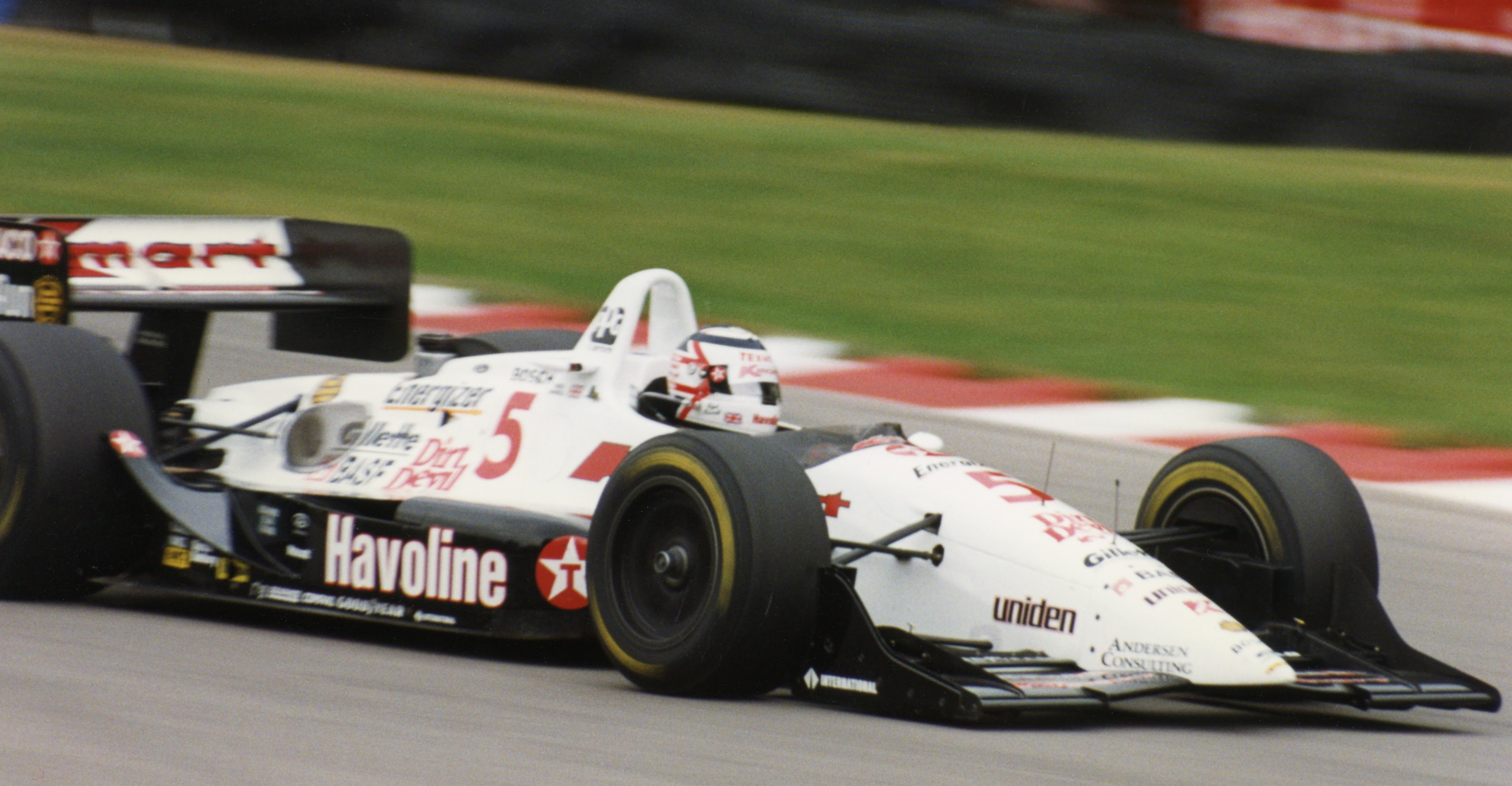
Nigel Mansell tijdens een CART-race in 1993
Foto: Rick Dikeman

Nigel Ernest James Mansell (Upton-upon-Severn, 8 augustus 1953) is een Brits oud-autocoureur. Hij heeft onder andere van 1980 tot en met 1995 in de Formule 1-klasse gereden, en werd in 1992 wereldkampioen. Hij werd in 1993 kampioen in de PPG Indy Car World Series en was daarmee op dat moment tegelijk kampioen in de formule 1 en de Indy car series.

## Biografie

### Start F1-carrière bij Lotus: 1980-1984
Mansell werd geboren in de plaats Upton-upon-Severn in Engeland en groeide op in Birmingham. Op zijn 15e jaar begon hij te racen en in 1977 werd hij Brits Formule Ford kampioen. In 1978 en 1979 was hij als coureur actief in de Formule 3. Zijn rijstijl en talent werden opgemerkt door Colin Chapman die destijds teambaas van Lotus was, en hij mocht testrijder worden bij het team in 1979. Zijn carrière in de Formule 1-klasse begon in 1980 toen hij voor het Lotus team ging rijden; hij deed dat tot en met het jaar 1984.

### 1985-1988
In 1985 maakte Mansell de overstap naar het team van Williams en boekte hij zijn eerste twee Grand Prix-zeges in de Grand Prix van Europa op het circuit van Brands Hatch en de Grand Prix van Zuid-Afrika op het circuit van Kyalami.
De volgende twee jaren werd Mansell vicewereldkampioen. In de laatste race van het seizoen 1986 had Mansell nog kans om de titel te bemachtigen, maar een klapband (bij de laatste Grand Prix van het seizoen op het circuit van Adelaide in Australië) verhinderde dat, waardoor Alain Prost voor de tweede keer wereldkampioen werd met zijn McLaren.
Ook in 1987 miste hij op een haar de wereldtitel. Een losgekomen wielmoer voorkwam dat Mansell de Grand Prix van Hongarije won die daardoor gewonnen werd door zijn ploegmaat Nelson Piquet. Had hij ook deze race gewonnen, dan zouden beide piloten met hetzelfde puntenaantal het seizoen 1987 beëindigd hebben doch zou de wereldtitel naar Mansell gegaan zijn omwille van meer gerealiseerde Grand Prix overwinningen.

### 1989-1990
Na een slecht seizoen in 1988 ging Mansell voor Ferrari rijden en won hij prompt de eerste race van het seizoen, dit ondanks een nieuwe wagen, voor het eerst voorzien van een semiautomatische versnellingsbak. In de twee jaar dat hij voor Ferrari uitkwam werd hij 4e en 5e respectievelijk in het kampioenschap. De Tifosi, de Ferrari aanhangers in Italië gaven hem de bijnaam Il Leone voor zijn agressieve rijstijl.

### 1991-1994
In 1991 keerde Mansell terug bij het team van Williams en moest hij door onnoemelijke pech (vooral in Canada en Portugal waar hij tweemaal uitviel terwijl hij de race leidde) de titel nog aan Ayrton Senna laten. Het daaropvolgende jaar 1992 behaalde hij de wereldtitel Formule 1 door het (toenmalige) record van negen overwinningen te behalen. Ook haalde hij veertien keer de pole position op 16 wedstrijden. Dat record is pas na negentien jaar op 12 november 2011 geëvenaard door Sebastian Vettel tijdens de kwalificatie van de GP van Abu Dhabi. Onder druk van Renault en Elf tekende Williams al vroeg in 1992 een contract met Alain Prost voor het seizoen 1993. Mansell, die een moeizame relatie had met Prost tijdens hun periode bij Ferrari, was hierover niet te spreken. Desondanks kwamen Mansell en Williams overeen voor het seizoen 1993 onder de voorwaarde dat hij en Prost op gelijk hoogte staan in het team en de aanwezigheid van Prost wordt gecompenseerd met een salaris van 1,5 miljoen dollar. Williams zou later proberen onder dit bedrag uit te komen door te dreigen dat Senna gratis voor Williams wil rijden. Dit bleek echter een leugen, aangezien Prost een vito had getekend niet meer samen met Senna in één team te rijden. De relatie tussen Williams en Mansell was inmiddels dermate verslechterd waardoor Mansell vlak voor de Grand Prix van Italië de eer aan zichzelf liet en aankondigde na het seizoen 1992 uit de Formule 1 te stappen. Minder dan één week later maakte hij bekend dat hij getekend had voor het Newman-Haas team in de Amerikaanse CART.

### 1993
In 1993 maakte Mansell dus de overstap naar de CART races in de Verenigde Staten waar hij wederom zijn eerste race in Surfers Paradise (Australië) won na vanuit pole position te zijn vertrokken. Vier andere overwinningen en een derde plaats bij de Indianapolis 500 bezorgen hem de titel in dat jaar, de enige keer dat iemand gelijktijdig zowel Formule 1 kampioen als CART kampioen was.

### 1994
In 1994 keerde Mansell voor vier races terug bij het team van Williams, als vervanger van Ayrton Senna die dat jaar verongelukte in de Grand Prix van San Marino. Teamgenoot was Damon Hill, die in een felle titelstrijd was gewikkeld met Michael Schumacher. Door het uitvallen van deze beide rijders in de laatste Grand Prix won Mansell zowaar nog de seizoensfinale in Adelaide. Michael Schumacher werd Formule 1 wereldkampioen.

### 1995
Voor 1995 verkoos Frank Williams het jonge talent David Coulthard die al in 1994 een aantal races tweede rijder bij Williams was, boven de ervaren Mansell. Mansell kreeg echter wel een contract bij McLaren, maar dat leidde niet tot het gewenste resultaat. De wagen was te krap voor hem, waarop het team besloot om in 33 dagen een compleet nieuwe monocoque te bouwen. Hierdoor diende hij voor de eerste twee races tijdelijk vervangen te worden door Mark Blundell. Uiteindelijk heeft Mansell maar 2 races gereden voor McLaren, vooral omdat de McLaren van 1995 helemaal niet voldeed.

### Laatste jaren
Mansell reed nog enkele races na zijn succes in CART. In 1998 maakte hij een comeback in de racerij door een seizoen te rijden in het BTCC kampioenschap met een Ford Mondeo. In het jaar 2005 won hij de eerste race in de Grand Prix Masters serie in Kyalami.

## Formule 1 resultaten
| Seizoen | Team             | Chassis     | Races | Over- winningen | Pole Positions | Podiums | Punten | Rang |
| ------- | ---------------- | ----------- | ----- | --------------- | -------------- | ------- | ------ | ---- |
| 1980    | Team Lotus       | Lotus 81B   | 3     | 0               | 0              | 0       | 0      | -    |
| 1981    | Team Lotus       | Lotus 87    | 14    | 0               | 0              | 1       | 8      | 14   |
| 1982    | Team Lotus       | Lotus 91    | 13    | 0               | 0              | 1       | 7      | 14   |
| 1983    | Team Lotus       | Lotus 94T   | 15    | 0               | 0              | 1       | 10     | 13   |
| 1984    | Team Lotus       | Lotus 95T   | 16    | 0               | 1              | 2       | 13     | 10   |
| 1985    | Williams         | FW10        | 15    | 2               | 1              | 3       | 31     | 6    |
| 1986    | Williams         | FW11        | 16    | 5               | 2              | 9       | 72     | 2    |
| 1987    | Williams         | FW11B       | 14    | 6               | 8              | 7       | 61     | 2    |
| 1988    | Williams         | FW12        | 14    | 0               | 0              | 2       | 12     | 9    |
| 1989    | Scuderia Ferrari | Ferrari 640 | 16    | 2               | 0              | 6       | 38     | 4    |
| 1990    | Scuderia Ferrari | Ferrari 641 | 16    | 1               | 3              | 5       | 37     | 5    |
| 1991    | Williams         | FW14        | 16    | 5               | 2              | 9       | 72     | 2    |
| 1992    | Williams         | FW14B       | 16    | 9               | 14             | 12      | 108    | 1    |
| 1994    | Williams         | FW16B       | 4     | 1               | 1              | 1       | 13     | 9    |
| 1995    | McLaren          | MP4/10B     | 2     | 0               | 0              | 0       | 0      | -    |

### Overwinningen
| Nr. | Grand Prix                      | Jaar | Team             |
| --- | ------------------------------- | ---- | ---------------- |
| 1   | Grand Prix van Europa           | 1985 | Williams         |
| 2   | Grand Prix van Zuid-Afrika      | 1985 | Williams         |
| 3   | Grand Prix van België           | 1986 | Williams         |
| 4   | Grand Prix van Canada           | 1986 | Williams         |
| 5   | Grand Prix van Frankrijk        | 1986 | Williams         |
| 6   | Grand Prix van Groot-Brittannië | 1986 | Williams         |
| 7   | Grand Prix van Portugal         | 1986 | Williams         |
| 8   | Grand Prix van San Marino       | 1987 | Williams         |
| 9   | Grand Prix van Frankrijk        | 1987 | Williams         |
| 10  | Grand Prix van Groot-Brittannië | 1987 | Williams         |
| 11  | Grand Prix van Oostenrijk       | 1987 | Williams         |
| 12  | Grand Prix van Spanje           | 1987 | Williams         |
| 13  | Grand Prix van Mexico           | 1987 | Williams         |
| 14  | Grand Prix van Brazilië         | 1989 | Scuderia Ferrari |
| 15  | Grand Prix van Hongarije        | 1989 | Scuderia Ferrari |
| 16  | Grand Prix van Portugal         | 1990 | Scuderia Ferrari |
| 17  | Grand Prix van Frankrijk        | 1991 | Williams         |
| 18  | Grand Prix van Groot-Brittannië | 1991 | Williams         |
| 19  | Grand Prix van Duitsland        | 1991 | Williams         |
| 20  | Grand Prix van Italië           | 1991 | Williams         |
| 21  | Grand Prix van Spanje           | 1991 | Williams         |
| 22  | Grand Prix van Zuid-Afrika      | 1992 | Williams         |
| 23  | Grand Prix van Mexico           | 1992 | Williams         |

## Champ Car resultaten
| Seizoen | Team               | Chassis     | Races | Over- winningen | Pole Positions | Podiums | Punten | Rang |
| ------- | ------------------ | ----------- | ----- | --------------- | -------------- | ------- | ------ | ---- |
| 1993    | Newman-Haas Racing | Lola T93/00 | 16    | 5               | 7              | 10      | 191    | 1    |
| 1994    | Newman-Haas Racing | Lola T94/00 | 16    | 0               | 3              | 3       | 88     | 8    |

- 1950 G. Farina
- 1951 J. M. Fangio
- 1952 A. Ascari
- 1953 A. Ascari
- 1954 J. M. Fangio
- 1955 J. M. Fangio
- 1956 J. M. Fangio
- 1957 J. M. Fangio
- 1958 M. Hawthorn
- 1959 J. Brabham
- 1960 J. Brabham
- 1961 P. Hill
- 1962 G. Hill
- 1963 J. Clark
- 1964 J. Surtees
- 1965 J. Clark
- 1966 J. Brabham
- 1967 D. Hulme
- 1968 G. Hill
- 1969 J. Stewart
- 1970 J. Rindt
- 1971 J. Stewart
- 1972 E. Fittipaldi
- 1973 J. Stewart
- 1974 E. Fittipaldi
- 1975 N. Lauda
- 1976 J. Hunt
- 1977 N. Lauda
- 1978 M. Andretti
- 1979 J. Scheckter
- 1980 A. Jones
- 1981 N. Piquet
- 1982 K. Rosberg
- 1983 N. Piquet
- 1984 N. Lauda
- 1985 A. Prost
- 1986 A. Prost
- 1987 N. Piquet
- 1988 A. Senna
- 1989 A. Prost
- 1990 A. Senna
- 1991 A. Senna
- 1992 N. Mansell
- 1993 A. Prost
- 1994 M. Schumacher
- 1995 M. Schumacher
- 1996 D. Hill
- 1997 J. Villeneuve
- 1998 M. Häkkinen
- 1999 M. Häkkinen
- 2000 M. Schumacher
- 2001 M. Schumacher
- 2002 M. Schumacher
- 2003 M. Schumacher
- 2004 M. Schumacher
- 2005 F. Alonso
- 2006 F. Alonso
- 2007 K. Räikkönen
- 2008 L. Hamilton
- 2009 J. Button
- 2010 S. Vettel
- 2011 S. Vettel
- 2012 S. Vettel
- 2013 S. Vettel
- 2014 L. Hamilton
- 2015 L. Hamilton
- 2016 N. Rosberg
- 2017 L. Hamilton
- 2018 L. Hamilton
- 2019 L. Hamilton
- 2020 L. Hamilton
- 2021 M. Verstappen
- 2022 M. Verstappen
- 2023 M. Verstappen
- 2024 M. Verstappen